# Phoenix Brouwerij Amersfoort

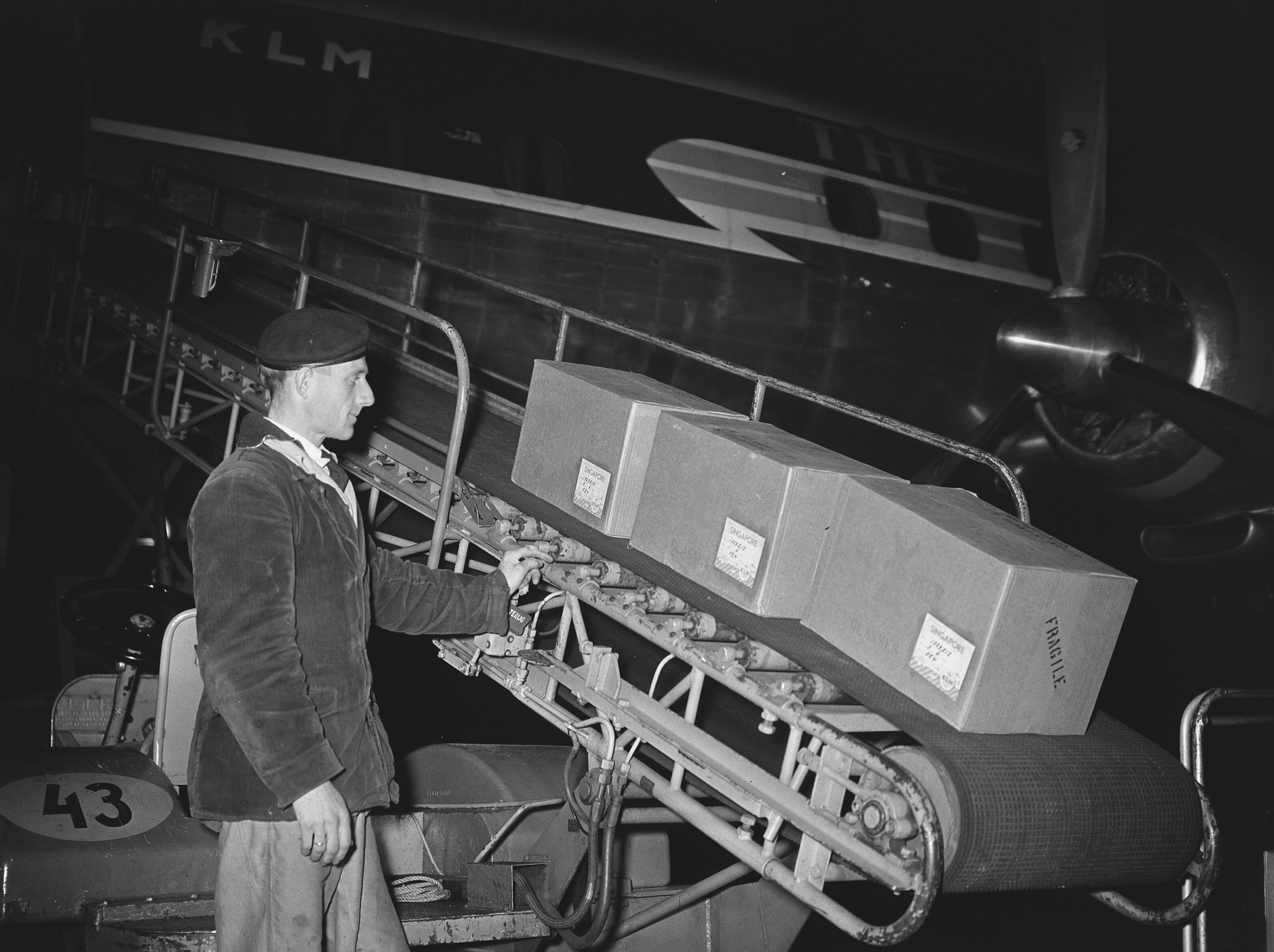
Vervoer van Phoenix bier in 1954

De Phoenix Brouwerij Amersfoort was een familiebrouwerij die van 1873 tot 1970 in de Nederlandse stad Amersfoort gevestigd was.

## Geschiedenis
In 1873 werd een geheel nieuwe brouwerij opgeleverd in Amersfoort, die onder de naam "Amersfoortsche Beiersch-Bier-Brouwerij" met de bierproductie van start ging. In 1891 werd de brouwerij overgenomen door Jan Coets de Bosson, die de naam wijzigde in "Phoenix Brouwerij Coets de Bosson". De naam Phoenix was afkomstig van een suikerfabriek van de familie Coets de Bosson in het Brabantse Zevenbergen. De naam Phoenix bleef gehandhaafd toen de brouwerij in 1894 in handen kwam van de familie Meursing en werd voortgezet als "Phoenix Brouwerij H. Meursing & Co." In 1904 werd de brouwerij een NV onder de naam “Phoenix Brouwerij en IJsfabriek N.V”.
De brouwerij was in haar manier van denken en in marketing haar tijd ver vooruit. Nadat in 1912 de "Phoenix Trading Company Ltd" werd opgericht, bracht de brouwerij in 1918 het alcoholvrije bier "Malto" op de markt. Acht jaar later begon de brouwerij bier te bottelen met kroonkurken. In de jaren dertig was de bekende grafisch vormgever Nicolaas Petrus de Koo de huisontwerper van alle reclame-uitingen van de brouwerij.
In 1961 ging de Phoenix Brouwerij een contract aan met Albert Heijn voor de productie van het huismerk van de winkelketen, een contract dat tot 1969 zou standhouden. In 1960 verloor de N.V. Phoenix Brouwerij de zelfstandigheid toen het onderdeel ging uitmaken van de Verenigde Nederlandse Brouwerijen d'Oranjeboom, een fusiebedrijf dat zijn hoofdkantoor had in Rotterdam. In 1967 werd de Oranjeboom, zoals het bedrijf kortweg werd genoemd, overgenomen het Britse Allied Breweries, dat de Drie Hoefijzers uit Breda al in bezit had. De Phoenix Brouwerij in Amersfoort sloot drie jaar daarna, in 1970. Het jaar daarop werd het pand van de brouwerij gesloopt.
Ondanks het slopen van de brouwerij bleef de naam "Phoenix" echter bestaan. Toen de Nederlandse tak van de Allied Breweries in 1995 werd overgenomen door het Belgische bierconcern Interbrew, verhuisde de merknaam "Phoenix" ook mee. Het leefde voort als een van de vele exportmerken van United Dutch Breweries.
In 2007 kwam het merk Phoenix terug op de Amersfoortse markt. Onder de firmanaam Het Klaverblad Amersfoort VOF kwam zowel het Phoenix- als het Klavermerk regionaal op de markt, waarbij kroonkurk en etiket gebaseerd waren op de jaren 1930 ontwerpen. In 2010 werd het initiatief voortgezet onder de naam 'Phetradico Bieren'. De naam was een acroniem voor Phoenix Trading Company, een historische naam die door de Phoenix Brouwerij voor de export werd gehanteerd. Als brouwerijhuurder bracht men bier op fles en vat op de lokale markt. In 2014 beëindigde het de activiteiten. Vanaf 2016 wordt het Phoenix-merk uitgebaat door Rock City Beers te Amersfoort.

## Enkele speciale bieren
- Phoenix appelmost (1934)
- Klaverbier (1936)
- St. Jorisbier (1959), ter gelegenheid van 700 jaar Amersfoort